# Ici le Jour (a tout enseveli)
Albums de Feu! Chatterton
L'Oiseleur
Ici le Jour (a tout enseveli) est le premier album du groupe Feu! Chatterton, sorti le 16 novembre 2015. Douze titres composent l'album, dont deux sont extraits du premier EP (La Malinche, Côte Concorde).

## Caractéristiques artistiques
La pochette de l’album est illustrée avec Les yeux clos d’Odilon Redon.

## Clips vidéos
Quatre titres de l'album ont donné lieu à une production vidéo: 
- La mort dans la pinède (avril 2012). Réalisation & montage : Antoine Marie. Enregistrement : Guillaume Sauvageot. Mixage : Cédric Masson
- La Malinche (juin 2014). Réalisation : Pablo Grand Mourcel & Antoine Marie
- Boeing (août 2015). Réalisation : Anne-Sophie Terrillon. « (L)e clip semble vouloir nous faire prendre notre envol à bord d’une multitude de « Boeing » : à plumes, en bois, en métal, à moteur… »[1]
- Porte Z (décembre 2016). Réalisation : Clément Cogitore, montage : Félix Rehm. Images tirées des archives personnelles du réalisateur et montage en cut-up. « Les paysages se mêlent à d’autres scènes sombres avec des figurants, nous invitant à apprécier plusieurs ambiances calmes ou plus mouvementées. Le groupe de rock fait encore une fois dans la poésie et se rapproche toujours plus des Surréalistes.»[2]

## Liste des pistes
| No  | Titre                   | Durée |
| --- | ----------------------- | ----- |
| 1.  | Ophélie                 | 3:23  |
| 2.  | Fou à lier              | 4:32  |
| 3.  | La mort dans la pinède  | 4:32  |
| 4.  | Le long du Léthé        | 3:29  |
| 5.  | Côte Concorde           | 5:49  |
| 6.  | Le pont Marie           | 5:47  |
| 7.  | Boeing                  | 4:16  |
| 8.  | Vers le pays des palmes | 1:29  |
| 9.  | Harlem                  | 6:14  |
| 10. | La Malinche             | 3:56  |
| 11. | Porte Z                 | 5:21  |
| 12. | Les Camélias            | 4:51  |

## Palmarès
| Chart (2015)                 | Meilleure position |
| ---------------------------- | ------------------ |
| France (SNEP)                | 10                 |
| Belgique (Wallonie Ultratop) | 10                 |
| Suisse (Schweizer Hitparade) | 27                 |

## Distinctions
Le groupe est nommé aux Victoires de la musique 2016 dans la catégorie « Révélation scène ».